# Lanžhot
Lanžhot (deutsch Landshut in Mähren) ist eine Stadt in Tschechien. Sie befindet sich sieben Kilometer südöstlich von Břeclav und zwölf Kilometer nördlich des Dreiländerecks Tschechien, Österreich und Slowakei.

## Geografie

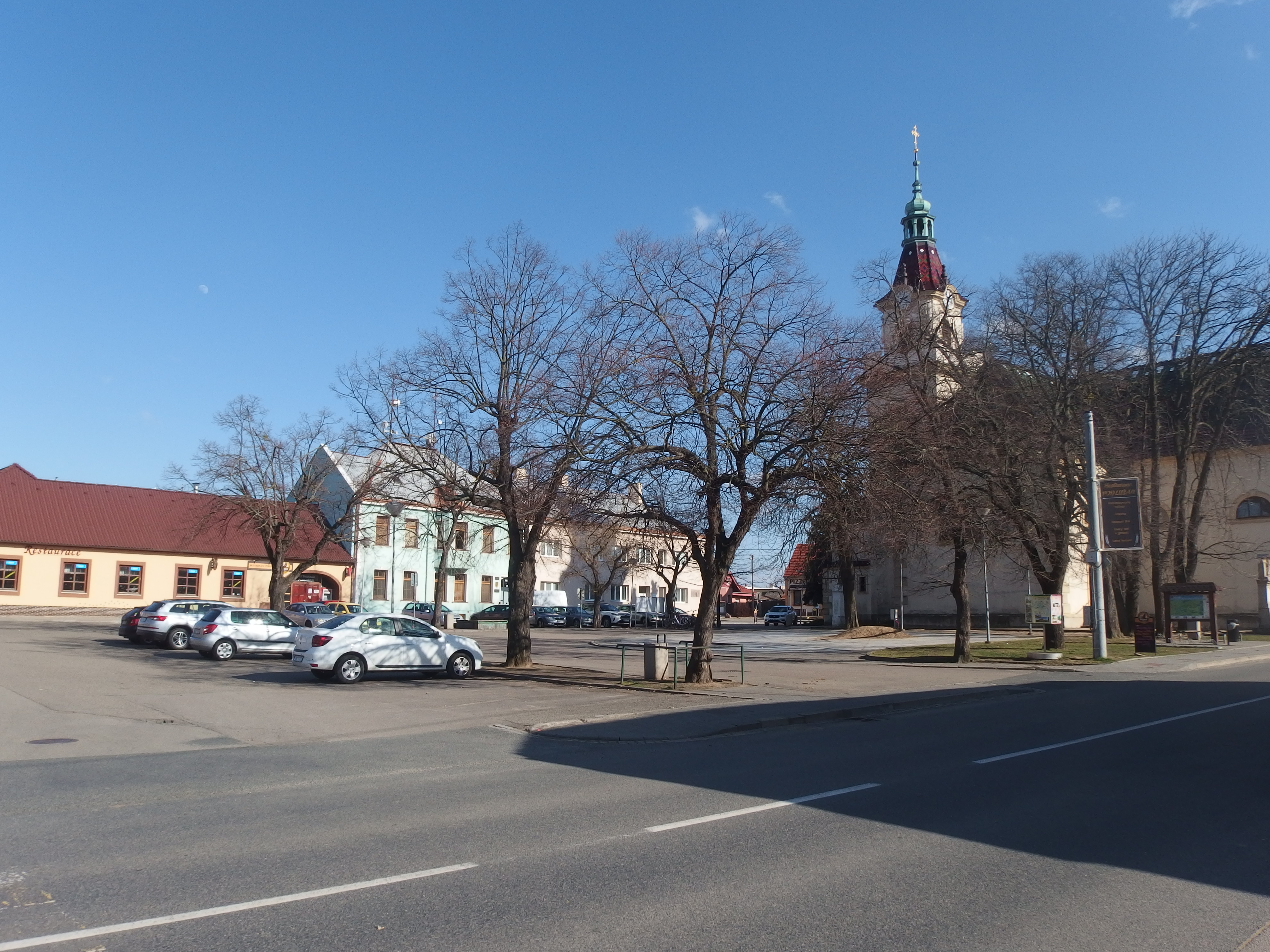
Lanžhot, Marktplatz

Lanžhot liegt im äußersten Süden Mährens in der Marchebene am rechten Ufer der Kyjovka. Die Katasterfläche erstreckt sich bis an die Flüsse Thaya und March, die die Grenzen zu den Nachbarstaaten bilden. Der Zusammenfluss von Kyjovka, Svodnice, March und Thaya bildet seit 1993 das Dreiländereck mit Österreich und der Slowakei.
Nachbarorte sind Kostice im Norden, Adamov und Gbely (Egbell) im Osten, Brodské (Brodsko) und Kúty (Kutti) im Südosten, Hohenau an der March (slowakisch: Cáhnov) und Rabensburg im Süden, Bernhardsthal im Südwesten, Reintal und Poštorná (Unter Themenau) im Westen sowie Břeclav (Lundenburg) im Nordwesten.
Östlich der Stadt führt die Trasse der Autobahn D 2 / E 65 zur slowakischen Grenze. Südlich von Lanžhot führt der Autobahngrenzübergang Břeclav / Kúty über die March auf die slowakische D 2. In unmittelbarer Nachbarschaft befindet sich der kleinere Grenzübergang Lanžhot / Brodské an der Staatsstraße 425, der ins slowakische Kúty führt. Ein dritter Grenzübergang ist der an der Verbindung Břeclav – Bratislava gelegene Eisenbahnübergang Lanžhot/Kúty.

## Geschichte
Die erste Erwähnung des Marktfleckens Lanczhut oppido stammt aus dem Jahre 1384. Es war im Besitz der Herren von Holstein, die es 1394 an den mährischen Markgrafen übergaben. Später gelangte es an die Liechtenstein. Um die Mitte des 16. Jahrhunderts wurde die Hl.-Kreuz-Pfarrkirche errichtet. Die Täufer erbauten 1565 ein Gemeindehaus, das jedoch mehrfach zerstört wurde und 1733 vollständig abbrannte. Die vorwiegend tschechische Bevölkerung lebte überwiegend von der Landwirtschaft. Es gab auch eine jüdische Gemeinde, welche im Jahr 1836 369 Seelen zählte.
Mit der am 30. Juli 1920 erfolgten Grenzziehung an der Thaya ging das bis dahin zu Niederösterreich gehörige Gebiet zwischen Thaya und March an die Tschechoslowakei über und bildet heute den südlichen Teil Stadtflur. 1944 lebten 5000 Menschen in dem Marktflecken. Am 27. Juni 2001 wurde Lanžhot zur Stadt erhoben.

## Sehenswürdigkeiten
- Kirche der Kreuzerhöhung – ursprünglich ein frühbarockes Kirchenschiff, in den Jahren 1892–1893 nach einem Entwurf von Karl Weinbrenner komplett in historisch-eklektischem Stil umgebaut.
- Bauernhaus № 155 – Bauernhof aus der zweiten Hälfte des 19. Jahrhunderts, mit erhalten gebliebener bemalter Vorlaube, beherbergt heute das Stadtmuseum.
- Bauernhaus № 183 – Gebäude im volkstümlich traditionellen Stil aus dem Jahr 1857.
- Liechtenstein’sches Jagdschlössel aus dem Jahr 1890, Architekt Karl Weinbrenner.
- Liechtenstein’sches Jagdschlössel „Auf den Lahnen“ (Lány) in der Thaya-Au, trug bis 1945 die Haus-№ Bernhardsthal 254. 1810, 1812 von Joseph Hardtmuth errichtet, 1812/13 von Joseph Kornhäusel und Ende 19., Anfang des 20. Jh. von Karl Weinbrenner umgebaut.
- Statue von Tomáš Garrigue Masaryk vor der Schule.
- Statue eines Soldaten der Roten Armee aus dem Jahr 1953.

## Söhne und Töchter des Ortes
- Metoděj Prajka (1898–1962), Musiker und Komponist